# 薛禹谷
薛禹谷（1923年—），女，江苏无锡人，中国微生物学家，中国科学院微生物研究所研究员，原所长。

## 家庭
爷爷薛华阁，父亲薛明劍，四叔薛萼果（孙冶方）。第弟薛禹胜、堂弟薛禹群等。
丈夫过兴先。